# Нетесюк Михайло Миколайович
Миха́йло Микола́йович Нетесю́к (24 вересня 1973, Звенигородка, Черкаська область — 2 січня 2016) — український військовослужбовець, солдат Збройних сил України. Загинув під час російсько-української війни.

## Життєпис
Михайло Нетесюк народився у Звенигородці. Навчався спочатку у загальноосвітній школі № 2, а з 1985 по 1989 рік в Звенигородській школі-інтернаті. Проходив строкову службу в Збройних силах України.
29 квітня 2015 року мобілізований на захист незалежності та територіальної цілісності України, проходив підготовку у 184 навчальному центрі в місті Старичі Львівської області, ніс службу в зоні проведення антитерористичної операції на Сході України рядовим у 39-му окремому мотопіхотному батальйоні «Дніпро-2», в/ч польова пошта В1603 (Мирноград, Донецька область).
Загинув 2 січня 2016 року в зоні проведення АТО.
Похований у Звенигородці.

## Вшанування пам'яті
- 22 червня 2016 на фасаді Звенигородської загальноосвітньої школи-інтернату І-ІІ ступенів відкрито меморіальну дошку на честь випускника школи Михайла Нетесюка.[1]
- Його портрет розміщений на меморіалі «Стіна пам'яті полеглих за Україну» у Києві: секція 8, ряд 5, місце 4